# Textulariinae
Textulariinae es una subfamilia de foraminíferos bentónicos de la familia Textulariidae, de la superfamilia Textularioidea, del suborden Textulariina y del orden Textulariida. Su rango cronoestratigráfico abarca desde el Paleoceno hasta la Actualidad.

## Clasificación
Textulariinae incluye a los siguientes géneros:
- Bigenerina
- Haeuslerella †
- Paravulvulina †
- Sahulia
- Semivulvulina †
- Tetragonostomina
- Textularia

Otros géneros asignados a Textulariinae y clasificados actualmente en otras familias son: 
- Pseudomorulaeplecta, ahora en la familia Eggerellidae
- Trunculocavus, ahora en la familia Textulariopsidae

Otros géneros considerados en Textulariinae son:
- Gemmulina, aceptado como Bigenerina
- Gemmuline, sustituido por Gemmulina y aceptado como Bigenerina
- Norvanganina, aceptado como Textularia
- Spandelina †
- Textella, aceptado como Textularia
- Textilaria, aceptado como Textularia
- Textilina, aceptado como Textularia
- Textilinita, aceptado como Textularia
- Vulvulinella, aceptado como Textularia